# 칼리아리도

칼리아리도의 위치

칼리아리도(이탈리아어: Provincia di Cagliari)은 이탈리아 사르데냐주에 있던 도이다. 도청 소재지는 칼리아리이다. 면적은 4,570 km2, 인구는 543,310(2001)이다. 2016년 2월 4일을 기해 칼리아리 광역시와 수드사르데냐도로 분리되었다.